# Anaxagorea manausensis
Anaxagorea manausensis é uma espécie de magnólia. Isso foi descrito pela primeira vez por Timmerman. Anaxagorea manausensis pertence ao gênero Anaxagorea, e à família Annonaceae. Não há tipos listados como este.